# Université CEU Cardinal Herrera
Pour les articles homonymes, voir CEU.
L'université CEU Cardenal Herrera (CEU-UCH) (en espagnol Universidad CEU Cardenal Herrera) est une université privée située à Valence, en Espagne. Elle fait partie de la Fondation CEU. CEU-UCH est la première école privée de droit fondée dans la communauté valencienne. Elle a été associée à l'université de Valence et de l'université polytechnique de Valence depuis le début des années 1970, mais l'université a acquis son nom actuel en 1999.
L'université dispose de cinq facultés : Faculté des sciences de la santé, Faculté de médecine vétérinaire, Faculté de droit et de science politique, Faculté des lettres et sciences de la communication et une École technique. L'offre de formation est disponible en anglais (médecine dentaire, médecine, architecture, infirmerie), en français (médecine vétérinaire) et en espagnol. Elle dispose de trois campus dans Moncada (à 12 km de Valence), Elche (Alicante) et Castellón. CEU-UCH compte en 2013 plus de 7000 étudiants venus de toute l'Espagne, en particulier les régions de Valence, Murcie, Majorque, Ibiza, et Albacete. Chaque année, elle accueille également des étudiants étrangers avec des programmes comme Erasmus.

## Historique
L'université est gérée par la Fondation San Pablo-CEU, qui est le plus grand groupe éducatif en Espagne. La Fondation San Pablo-CEU comprend deux autres universités (Université CEU San Pablo CEU de Madrid et l'Université Abat Oliva à Barcelone), de nombreuses écoles primaires et secondaires et les différents centres d'études (MBA, Université principal, etc.) Il a été associé à l'Université de Valence depuis le début des années 1970. L'histoire de l'UCH-CEU remonte à 1971, lorsque la première école privée de droit a été fondée à Valence. L'université a acquis son nom actuel en 1999. La Fondation a inauguré son travail à Valence en 1971 et à Elche en 1994. La Generalitat valencienne a approuvé la loi de la création de l'entreprise Université CEU Cardenal Herrera, qui fonctionne depuis l'année 2000-2001. Maintenant, plus de 10 000 étudiants de toute l'Espagne, en particulier les régions de Valence, Murcie, Majorque, Ibiza, et Albacete et étudiants internationaux avec des programmes comme Erasmus.

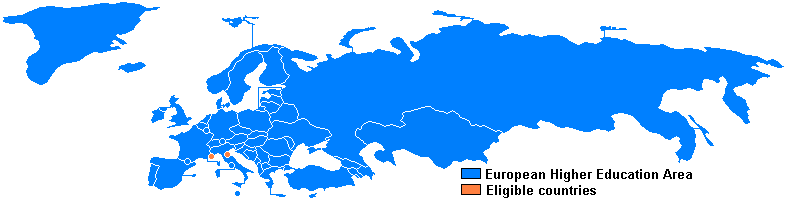
Espace européen de l'enseignement supérieur

L'université Cardenal Herrera prend part au programme d'excellence académique et l'Organisation de la Connaissance "Platon" de la Fondation San Pablo-CEU a commencé en collaboration avec l'Université Harvard et il appartient au système d'Espace européen de l'enseignement supérieur. Le programme de «Platon» est le renforcement du système des tutelles pour les élèves et l'enseignant qui accompagne la mise en œuvre d'un système d'évaluation continue,.
Le 8 mai 2013, Rosa Visiedo Claverol, recteur de l'université CEU Cardenal Herrera, a ajouté l'université de la Déclaration de Berlin sur le libre accès à la connaissance, qui détient déjà 400 signatures par les institutions à travers le monde. Comme du 4 juin 2013, CEU-UCH est officiellement l'un des signataires de la Déclaration de Berlin,.

## Faculté
L'université dispose de cinq facultés : Faculté des sciences de la santé, Faculté de médecine vétérinaire, Faculté de droit et de science politique, Faculté des Lettres et Sciences de la Communication et de l'École technique. Il dispose de trois campus dans Moncada, Elche et Castellón. L'offre de formation est disponible en anglais (médecine dentaire, médecine, infirmerie et physiothérapie), en français (médecine vétérinaire) et en espagnol.

### École technique CEU-UCH
- Diplôme en architecture
- Licence en ingénierie de l’énergie
- Licence en systèmes d'information
- Diplôme en dessin industriel et développement de produits
- Diplôme d'ingénieur de gestion industrielle

### Faculté de lettres et sciences de la communication
(juillet 2013).
- Licence en communication audiovisuelle
- Double diplôme en Communication Audiovisuelle + journalisme
- Double Diplôme en relations Études de communication + publicité
- Diplôme de journalisme
- Double diplôme en journalisme et sciences politiques
- Double diplôme en études de journalisme et communication
- Double diplôme en droit et journalisme
- Double diplôme en journalisme et Publicité et Relations Publiques
- Licence en Publicité et Relations Publiques
- Double diplôme en relations publiques et publicité + Marketing
- Double diplôme en relations publiques et de publicité et journalisme

### Faculté de droit, d'affaires et de sciences politiques
- Licence en Sciences Politiques
- Double diplôme en sciences politiques et journalisme
- Double diplôme en publicité Science + politique et des relations publiques
- Baccalauréat en droit
- Double diplôme en droit et science politique
- Double Diplôme en administration des affaires et droit
- Double diplôme en droit et journalisme
- Double Diplôme en droit, relations publiques et publicité
- Double Diplôme en négoce et vente
- Diplômé en vente

### Faculté des sciences de la santé
- Diplôme en infirmerie
- Diplôme en physiothérapie
- Diplôme en infirmerie (anglais)
- Double Diplôme en infirmerie et physiothérapie
- Diplôme en pharmacie
- Double diplôme en pharmacie et optométrie
- Diplôme en médecine
- Diplôme en médecine dentaire (en espagnol)
- Diplôme en médecine dentaire (anglais) [7]

### Faculté vétérinaire
- Diplôme médecine vétérinaire (en espagnol)
- Diplôme médecine vétérinaire (en français)[8]

## Campus

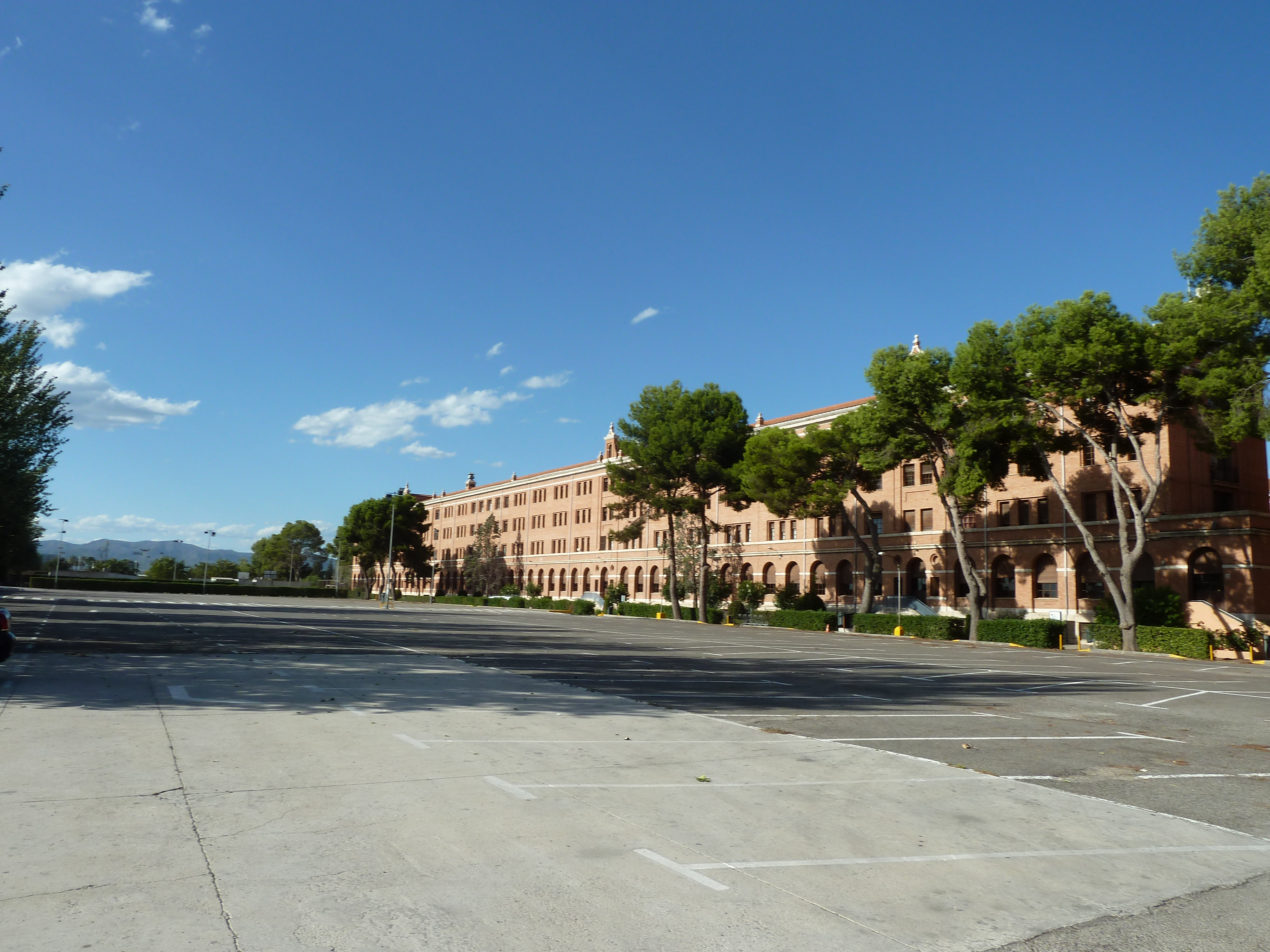
Moncada Campus

L'Université dispose de cinq facultés. Ces facultés sont répartis entre les villes de Moncada, (à 12 km de Valence), Elche (Alicante) et Castellón. Moncada campus est le plus grand et offre plus de services. Sont assistés presque tous les grades offerts par l'université et comprend presque tous les élèves. Castellón campus et Elche campus sont deux endroits pour aider à la tâche éuniversitaire. Par exemple, les étudiants en dentisterie sont basées sur le campus de Moncada, tandis que les étudiants en médecine vont étudier à Castellon de la Plana.
Les étudiants aiment l'étude du programme de dentisterie dans Moncada, le campus principal de l'UCH-CEU. Toutes les principales installations, comme la bibliothèque centrale et le Bureau international, sont situés à proximité. Le campus est très bien relié au centre-ville de Valence, avec une ligne de métro directe (ligne 1) et un service de bus fréquent. Il est également proche de certains des résidences de logement des étudiants à la gestion privée. La toute nouvelle Bibliothèque centrale de l'Université est un bâtiment de 5 000 mètres carrés avec une capacité d'accueil de 800 élèves. Ses installations d'apprentissage comprennent plusieurs laboratoires informatiques, 12 salles d'étude de groupe et 7 salles de recherche. Points de référence audiovisuels et Internet sont disponibles dans les bibliothèques de périodiques et des médias.
Étude des étudiants en médecine dans un bâtiment de l'école médicale récemment construite, à Castellon de la Plana, qui est une ville attrayante à environ une heure de Valence. La ville est très proche de Benicassim, qui est une station balnéaire populaire. Malgré son atmosphère calme et détendue, les étudiants peuvent toujours profiter de la bonne vie nocturne dans le centre historique de Castellon de la Plana. La ville abrite un grand hôpital

## Vie universitaire

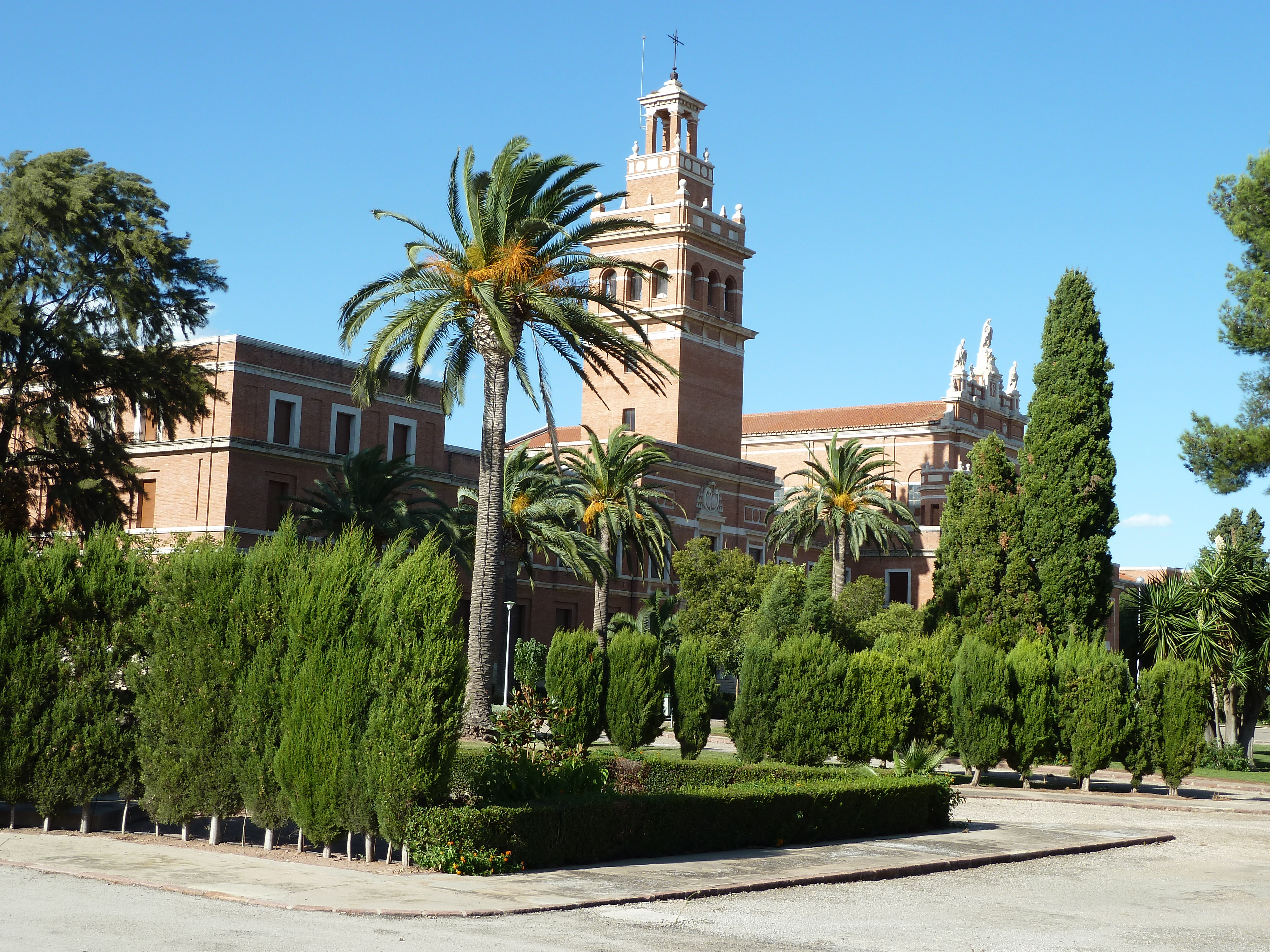
Faculté de la santé, Moncada

À l'heure actuelle, il y a environ 10 000 étudiants de l'université de toute l'Espagne, en particulier Valence, Murcie, Majorque, Ibiza et Albacete. Chaque année, 500 étudiants provenant d'autres pays viennent étudier à l'université avec le programme européen comme Socrates, Erasmus et Leonardo et plus de 400 étudiants de tous les cinq continents étudient à l'Université CEU Cardenal Herrera,.
L'Université CEU cardinal Herrera possède ses propres installations pour la formation pratique des étudiants, comme le Center for Media Production et multimédia, de 3 300 mètres carrés, avec des téléviseurs, radio et de la photographie, de l'Hôpital vétérinaire, une référence dans la région de Valence, la Faculté zoologique, avec divers types de bétail, la clinique dentaire de l'Université, avec les soins ambulatoires, les pratiques de laboratoire en sciences biomédicales fondamentales et cliniques simulées pour le domaine de la santé. Ils ont aussi une Bibliothèque de journal centrale, avec 700 sièges pour consultation et plus de 100.000 volumes,.
L'Université CEU Cardinal Herrera publie un journal mensuel, El Rotativo,, et dispose également d'une station de radio entièrement opérationnel, Radio CEU, qui émet 12 heures par jour et médias société CEUMedia qui a plus Channel TV, les deux sont courir à partir de la Faculté des Lettres et Sciences de la Communication
L'Université dispose d'un certain nombre de groupes sociaux et liés au sport. Les chiffres de l'Université sur une forte Erasmus groupe de soutien et chaque école dispose d'un thon,  La Tuna del CEU Cardenal Herrera- (groupe espagnol traditionnel), qui sont en concurrence dans les compétitions à l'échelle nationale et CEU théâtre, une formation en classe et la croissance humaine à travers l'art du théâtre.
En termes de sport, aérobic, gym, yoga, Tennis, marine, tai-chi, et de nombreux autres cours sont offerts. En termes de sports d'équipe, la CEU-UCH dispose basket-ball masculin et féminin, football, volley-ball et les divisions, les échecs, le tennis de table et plus encore. UCH-CEU accueille des compétitions sportives régulières telles que le golf, le football et le volley-ball tournois. Jeux universitaires internes sont organisées plusieurs fois par an, avec toutes les différentes écoles concurrentes.
CEU-UCH Ofer Université d'été qui aident éternels étudiants et nouveaux, la formation en juin et juillet organisent des cours dans le cadre de l'université d'été. Aussi ofers cours de langue espagnole 'dont le Bureau International aide les étudiants étrangers avec les procédures nécessaires pour étudier à l'université, et aussi à trouver un logement ou d'apprendre l'espagnol. L'université gère deux cours d'espagnol par année universitaire pour les étudiants internationaux

## Enseignement et recherche

### Relations internationales
L'université compte plusieurs types de conventions signées avec d'autres universités étrangères.
En 2013, le CEU-UCH et l'Institut Karolinska en Suède ont signé un accord de collaboration et d'échange d'étudiants

### Scientométrie
En 2012, de École Technique sélectionné comme l'école de numéro deux de la conception par Architectural Digest dans l'article Top Ten section. D'autres dans le top cinq comprennent Parsons The New School for Design (1), Royal College of Art (3), Escola de Disseny i Art (4) et Istituto Europeo di Design (5),.
Selon el  El Mundo qui elaborer Espagne meilleures universités Rapport annuel, placé CEU-UCH quatrième "L'Espagne meilleures universités pour étudier Communication Audiovisuelle" en 2006, 2010, 2011, 2012 et 2013.  El Mundo, a déclaré :. "Les installations, travaux pratiques en petits groupes et l'attention personnalisée sont les aspects de la course qui contribuent à la réalisation et au maintien quatrième"
CEU-UCH a été très bien noté par de nombreux classements internationaux des universités en 2013. Les différents classements internationaux qui évaluent la qualité de la recherche scientifique dans les universités lieu CEU-UCH au sommet de la 23 universités espagnoles privées. Dans ces études, qui concernent, notamment, les critères de production scientifique de la production de la recherche ainsi que le nombre de publications internationales et le nombre de citations de ses auteurs, la CEU-UCH se classe toujours parmi les quatre universités privées dans la recherche. Dans les deux aspects, la croissance de la CEU-UCH a été stable au cours des dernières années.
Selon l'université Jiao-tong de Shanghai, qui applique aux universités espagnoles les critères permettant d’elaborer le classement de Shanghaï (ARWU), la CEU-UCH est la seconde université privée espagnole, après l’université de Navarre, en termes d’excellence dans la recherche. Ce classement prend en compte des critères tels que le nombre d’articles indexés selon Science Citation Index-Expanded et le Social Science Citation Index pour l’année précédant l’évaluation,.
Concernant le classement international SCIMAGO, qui mesure la qualité de recherche au niveau international, nous pouvons voir que la CEU-UCH se trouve parmi les quatre uniques université privées espagnoles qui apparaissent dans ce classement, les autres n’ont pas pu atteindre le niveau minimum permettant de figurer dans ce classement,. Selon le IUNE Observatory ranking, qui évalue l’activité de recherche des universités espagnoles, parmi lesquelles on trouve les 23 universités privées d’Espagne, la CEU Cardenal Herrera est quatrième en nombre de publications scientifiques et pour ses professeurs d’université. Elle est aussi la quatrième en termes de publications de premier quartile, alors qu’elle occupe la troisième position sur les citations reçues par les enseignants,,
| Selon le IUNE Observatory ranking                                                                     | 2002 | 2003 | 2004 | 2005 | 2006 | 2007 | 2008 | 2009 | 2010 | 2011 |
| --- | ---- | ---- | ---- | ---- | ---- | ---- | ---- | ---- | ---- | ---- |
| Poste en termes de publications scientifiques                                                         | 4    | 4    | 4    | 4    | 4    | 2    | 4    | 3    | 3    | 4    |
| Poste en termes de publications scientifiques à propos de Médecine et pharmacologie                   | 3    | 4    | 2    | 3    | 4    | 2    | 4    | 3    | 3    | 4    |
| Poste en termes de publications scientifiques à propos de science expérimentale et sciences de la vie | 3    | 4    | 3    | 3    | 3    | 2    | 3    | 2    | 2    | 2    |

### Recherche
La faculté travaille en collaboration avec la Généralité valencienne. Certains de ces axes de recherche examinant des questions telles que les effets neuronaux de la consommation de drogues et d'alcool, les maladies telles que la leucémie ou le diabète, la conception de médicaments et Internet
L'Université dispose de ces instituts de recherche:

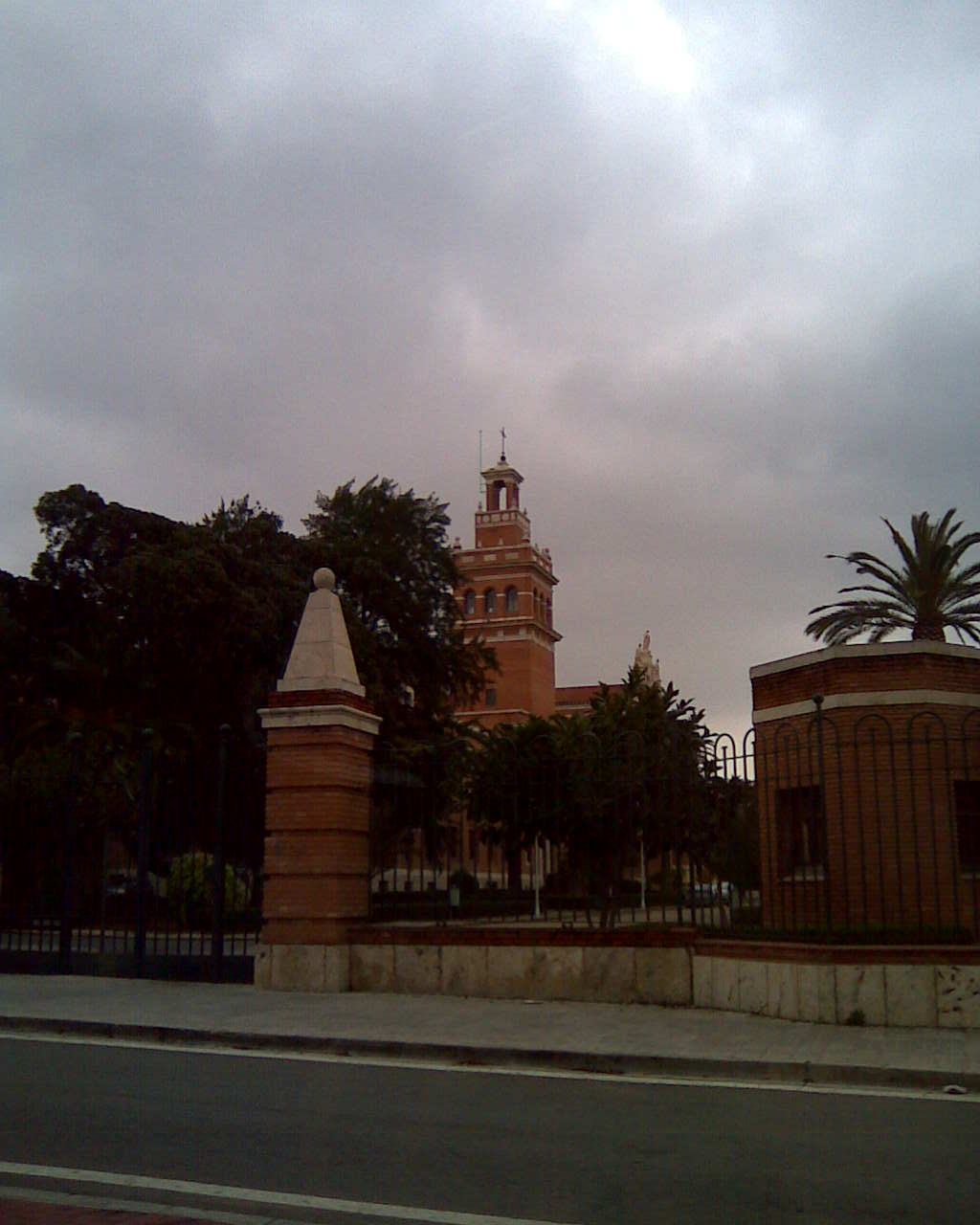
Faculté des sciences de la santé

Faculté des sciences de la santé : L'application clinique des cellules mésenchymateuses dérivées du tissu adipeux, L'application de méthodes de calcul pour la conception et le développement de nouvelles molécules à activité biologique, Le développement de formes galéniques d'application sur la peau, Développement et Cancer, Le diagnostic moléculaire en microbiologie clinique, Conception et synthèse de composés ayant une activité thérapeutique, Physiothérapie à améliorer la qualité de vie liée à la santé, GIDRAQ (Research and Development Group Resources analyse chimique), Recherche sur les soins pharmaceutiques. Usage rationnel des médicaments, Gérodontologie recherche et la médecine bucco-dentaire, le lait humain, Mécanismes neurorégénératifs et neuroprotectrices, Les mycotoxines et de la Santé, Développement neurologique et les hormones à l'adolescence (neurohormolescencia), Oral Microbiology Groupe UCH, Orthodontie et orthopédie dento-faciale, Microbial Pathogenesis
Faculté des vétérinaires: Les progrès de l'anesthésie, l'analgésie et la surveillance, Veterinary Diagnostic Imaging, Endocrinologie, l'immunologie et la physiopathologie de la reproduction chez les ruminants et les chevaux, Groupe de recherche expérimentale et la chirurgie vétérinaire appliquée, Research in animale, Améliorer la sécurité alimentaire dans le système de production et ses dérivés, Ophtalmologie vétérinaire, Parasitologie et maladies parasitaires, Pathologie et de la santé animale, La sécurité alimentaire dans les produits carnés, Unité de l'éthologie et de la protection des animaux
Faculté des sciences humaines et sciences de l'information: Anthropologie philosophique contemporaine, Science et société contemporaine en Espagne, L'analyse de la campagne de communication et de couverture des nouvelles dans la presse, Communication, participation et sensibilisation à l'environnement sur Internet, Enseignement de la pensée, GIDYC. Handicap du Groupe et la recherche en communication, Église et la société moderne à Valence (ISVaM), Learning Disabilities Research and Skills (PAC), La région dans son paradigme historique, OIMED (Centre de recherche en médias numériques), Durabilité et journalisme spécialisé
Faculté de droit, affaires et sciences politiques: Protection CEDRI-International des droits de l'homme, Coopération et de développement, La démocratie délibérative, de la communication et de la citoyenneté, Le droit pénal, internet et les réseaux sociaux: les nouvelles formes de criminalité, Droit Public et de la tradition langues romanes, économie financière, Famille et nouvelles juridique inférieur, Fiscalité et changement climatique, ADEC Group (l'eau, le droit, les affaires, la science et la communication politique), Groupe de recherche en bioéthique, Awqaf recherche, La nouvelle configuration des personnes morales: implications criminalité d'entreprise multidisciplinaire, Normes internationales d'information financière dans le domaine des marchés internationaux du carbone, La protection juridique de l'investisseur dans les marchés émergents émissions de GES non réglementés de gaz
École de l'enseignement technique: Industrial Automation and Robotics (AIR). Industrial Automation et Robotique (AIR), Design Lab, Systèmes embarqués et intelligence artificielle Systèmes (SSF) embarqués et Intelligence Artificielle (ESAI), Groupe de recherche et de développement technologique dans les applications de l'énergie (TEC-Jan), Groupe de recherche et de développement technologique dans les applications de l'énergie (TEC-Ener), Numérique Groupe de restauration picturale et céramique, Les méthodes computationnelles en traitement d'images et la modélisation des processus physiques, De nouveaux scénarios pour la conception et l'innovation (NEDI)
Les élèves participent à Solar Decathlon nombreuses années. Le département de l'Énergie des États-Unis Solar Decathlon est un concours international qui met au défi 20 équipes collégiales pour concevoir, construire et exploiter le plus attrayant, efficace et économe en énergie énergie solaire maison éd. Le concours est organisé par le National Renewable Energy Laboratory (NREL). Il y a aussi une Solar Decathlon Europe, qui a été créé par un accord conclu en 2007 entre les États-Unis et Espagne. Solar Decathlon Les étudiants pariticipate sur Éco-marathon Shell trop. Le 'Eco-Marathon' est un concours annuel parrainé par Shell, dans lequel les participants construire des véhicules spéciaux pour atteindre le plus haut possible la consommation de carburant. En 2012 CEU-UCH a été l'un des six universités dans le monde ont été sélectionnés pour présenter les meilleurs designs d'emballage de leurs pays respectifs dans ce «baromètre» des tendances internationales de conception d'emballage afin de récompenser le meilleur design d'emballage international sur Salon International Emballage. Les élèves de l'université CEU Cardenal Herrera sur le design industriel et le développement produit cursus d'ingénieur à CEU-UCH présenté son travail avec les propositions rivales de cinq des meilleures écoles de design dans le monde : Université du Québec à Montréal de Canada, université des sciences appliquées de Lahti de Finlande, Hochschule Hannover, Allemagne et École polytechnique de Milan de Italie,

## Personnalités liées

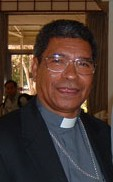
Carlos Belo, prix Nobel de la paix de 1996

### Étudiants
- Santos González
- Ana Milán

### Docteurshonoris causanotables
- José María Aznar
- Carlos Filipe Ximenes Belo
- Joaquín Navarro-Valls
- Stanley B. Prusiner
- Stanley G. Payne
- Andrea Riccardi